# ミッター・デル・ムンド

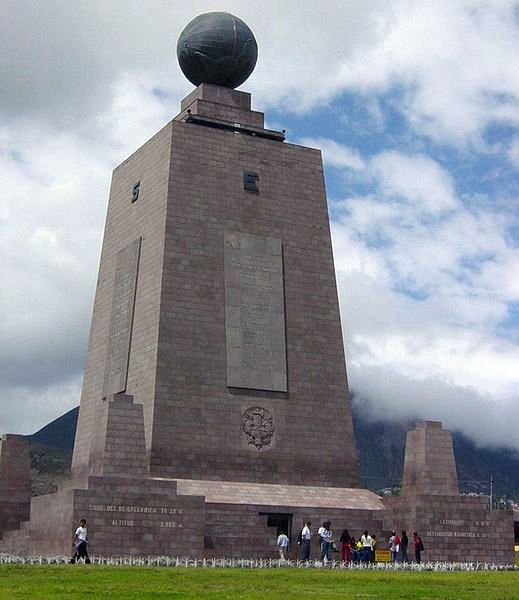
ミッター・デル・ムンド

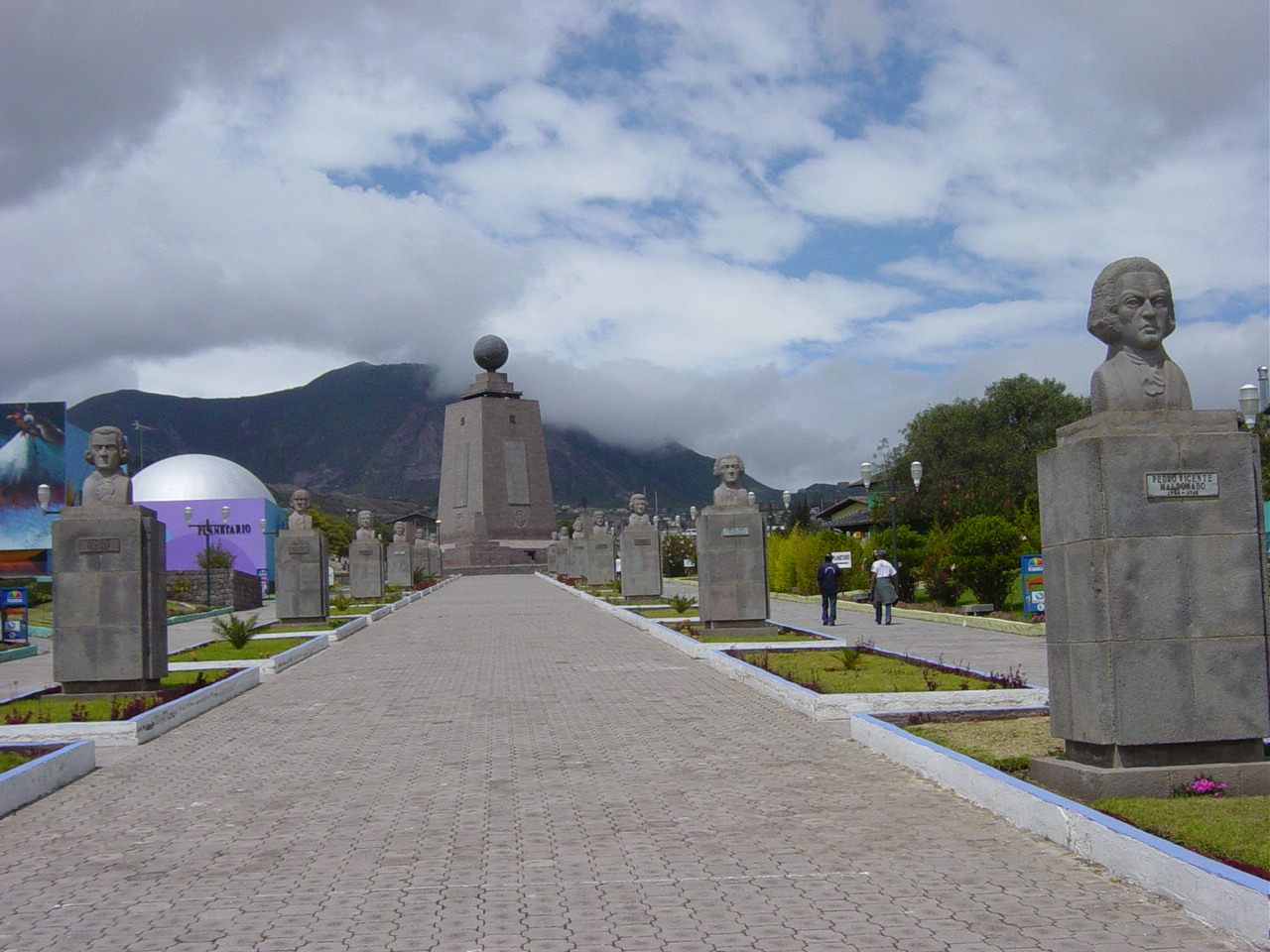
ミッター・デル・ムンド

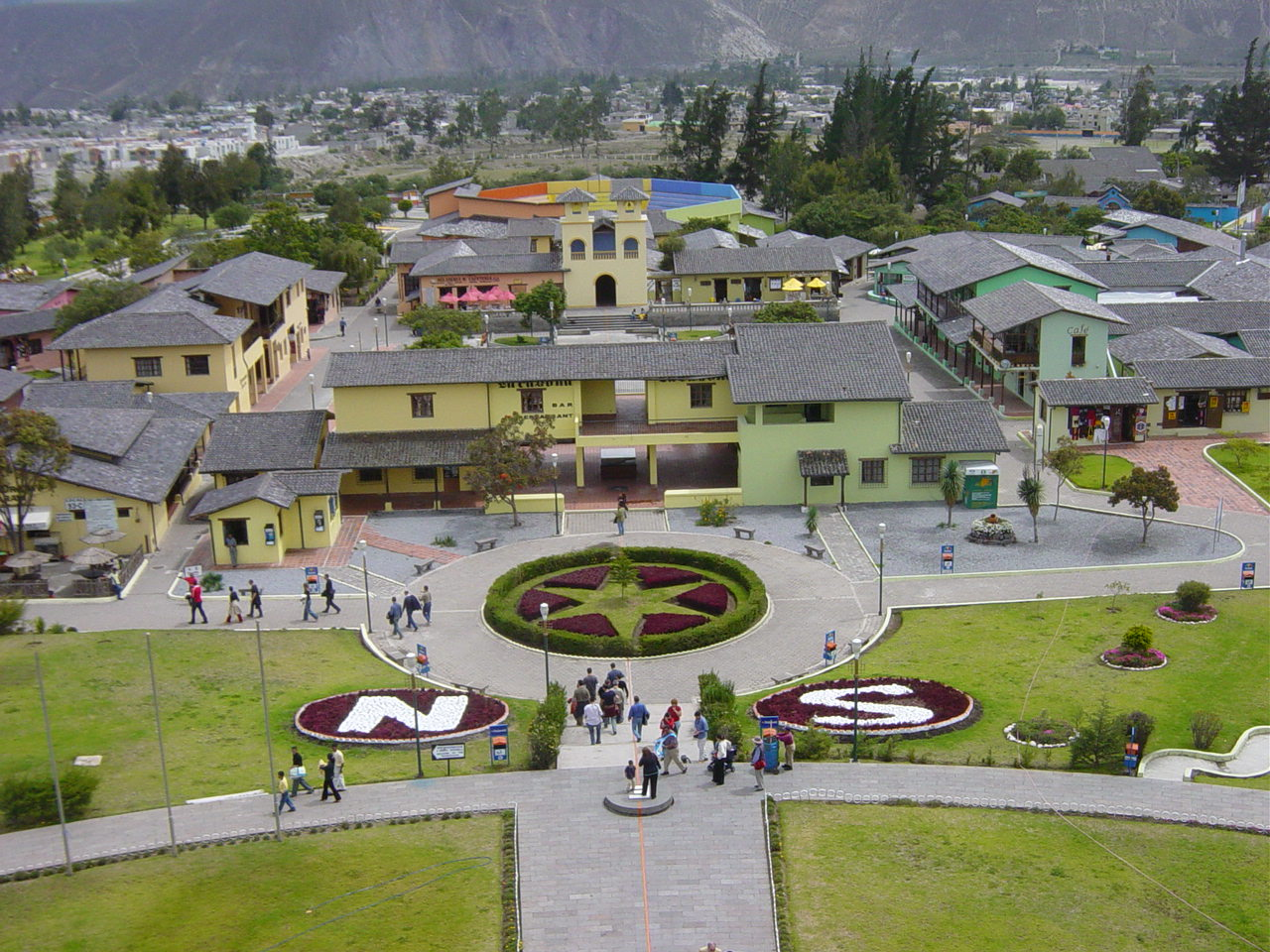
ミッター・デル・ムンド

敷地内に存するアントニオ・デ・ウジョーアの胸像

ミッター・デル・ムンド（Ciudad Mitad del Mundo、Middle of the World City、赤道記念碑）は、エクアドルの首都キトの北約23kmに位置し、北半球と南半球を分ける赤道上に建てられている赤道記念碑のこと。

## 概要
"Ciudad Mitad del Mundo" とはスペイン語で「世界の真ん中」という意味である。「エクアドル」という国名がそもそも、スペイン語の「赤道」に由来する。この碑は赤道上に建てられ、周辺は記念公園として諸施設が建てられ、観光地となっている。のちの測量技術の進歩により、当碑は実は正確な赤道上になく少しずれていることが判明した。現在、徒歩数分にある真の赤道上には赤道博物館が建てられている。